# Světová výstava
Světová výstava neboli Expo je velká mezinárodní výstava průmyslu a kultury jednotlivých zemí, pořádaná každých několik let od poloviny 19. století. Výstavy mají různý charakter a konají se v různých částech světa.   
Termín „world's fair“ (světová výstava) se běžně používá ve Spojených státech, zatímco francouzský termín „Exposition universelle“ (univerzální výstava) se používá ve většině Evropy a Asie. Další používané termíny jsou světové Expo nebo specializované Expo, přičemž slovo Expo se používá pro různé typy výstav od roku 1937. V roce 2000 při výstavě v německém Hannoveru se Expo stalo oficiálním názvem.

Logo BIE

V roce 1928 byl založen Mezinárodní úřad pro výstavnictví (Bureau International des Expositions, BIE) se sídlem v Paříži a vznikla Úmluva o mezinárodních výstavách. Od té doby BIE slouží jako mezinárodní orgán, který jednotlivé mezinárodní výstavy schvaluje. Pod jeho záštitou se pořádají čtyři typy mezinárodních výstav:
- Světová výstava
- Mezinárodní specializovaná výstava
- Zahradnická výstava
- Milánské trienále.

V letech 1964 a 1965 se v New Yorku konala „světová výstava“ bez účasti BIE. Oproti ostatním výstavám trvala dvojnásobnou dobu (v obou letech byla otevřena od dubna do října).

## Typy mezinárodních výstav

### Světová výstava
Světové výstavy, dříve známé jako univerzální výstavy, jsou největší svého druhu. Na těchto výstavách si vystavovatelé zpravidla budují své vlastní pavilony. Často se jedná o velmi drahé a extravagantní expozice. Délka trvání výstavy může být od šesti týdnů do šesti měsíců. Od roku 1995 je interval mezi dvěma světovými výstavami nejméně pět let.

### Mezinárodní specializovaná výstava
Specializované výstavy jsou menší co do rozsahu a investic a zpravidla trvají kratší dobu, od tří týdnů do tří měsíců. Celková plocha výstaviště nesmí přesáhnout 25 ha (62 akrů) a organizátoři musí pro zúčastněné státy zajistit  pavilony bez nároku na nájemné, poplatky nebo daně. Největší pavilony jednotlivých států nesmí přesáhnout plochu 1 000 m2. Mezi dvěma světovými výstavami se může konat pouze jedna specializovaná výstava.

### Zahradnická výstava a Milánské trienále
BIE uznává ještě další dva typy mezinárodních výstav – zahradnické výstavy, které se pořádají pod společnou záštitou BIE a Mezinárodní asociace pěstitelů (AIPH) a účastníci na nich prezentují zahrady a zahradní pavilony, a nepravidelnou výstavu umění a designu Milánské trienále (nekoná se vždy každý třetí rok). Výstava probíhá v italském Miláně a BIE udělila v letech 1996 – 2016 status oficiální mezinárodní výstavy 14 ročníkům trienále .

## Výstavy před založením BIE
- 1851  Londýn – Světová výstava 1851
- 1855  Paříž – Světová výstava 1855
- 1862  Londýn – Světová výstava 1862
- 1867  Paříž – Světová výstava 1867
- 1873  Vídeň – Světová výstava 1873
- 1876  Filadelfie – Světová výstava 1876
- 1878  Paříž – Světová výstava 1878
- 1880  Melbourne – Světová výstava 1880
- 1888  Barcelona – Světová výstava 1888
- 1889  Paříž – Světová výstava 1889
- 1893  Chicago – Světová výstava 1893
- 1897  Brusel – Světová výstava 1897
- 1900  Paříž – Světová výstava 1900
- 1904  St. Louis – Světová výstava 1904
- 1905  Lutych – Světová výstava 1905
- 1906  Milán – Světová výstava 1906
- 1910  Brusel – Světová výstava 1910
- 1913  Gent – Světová výstava 1913
- 1915  San Francisco – Světová výstava 1915
- 1929  Barcelona – Světová výstava 1929
- 1933  Chicago – Světová výstava 1933

## Výstavy organizované BIE

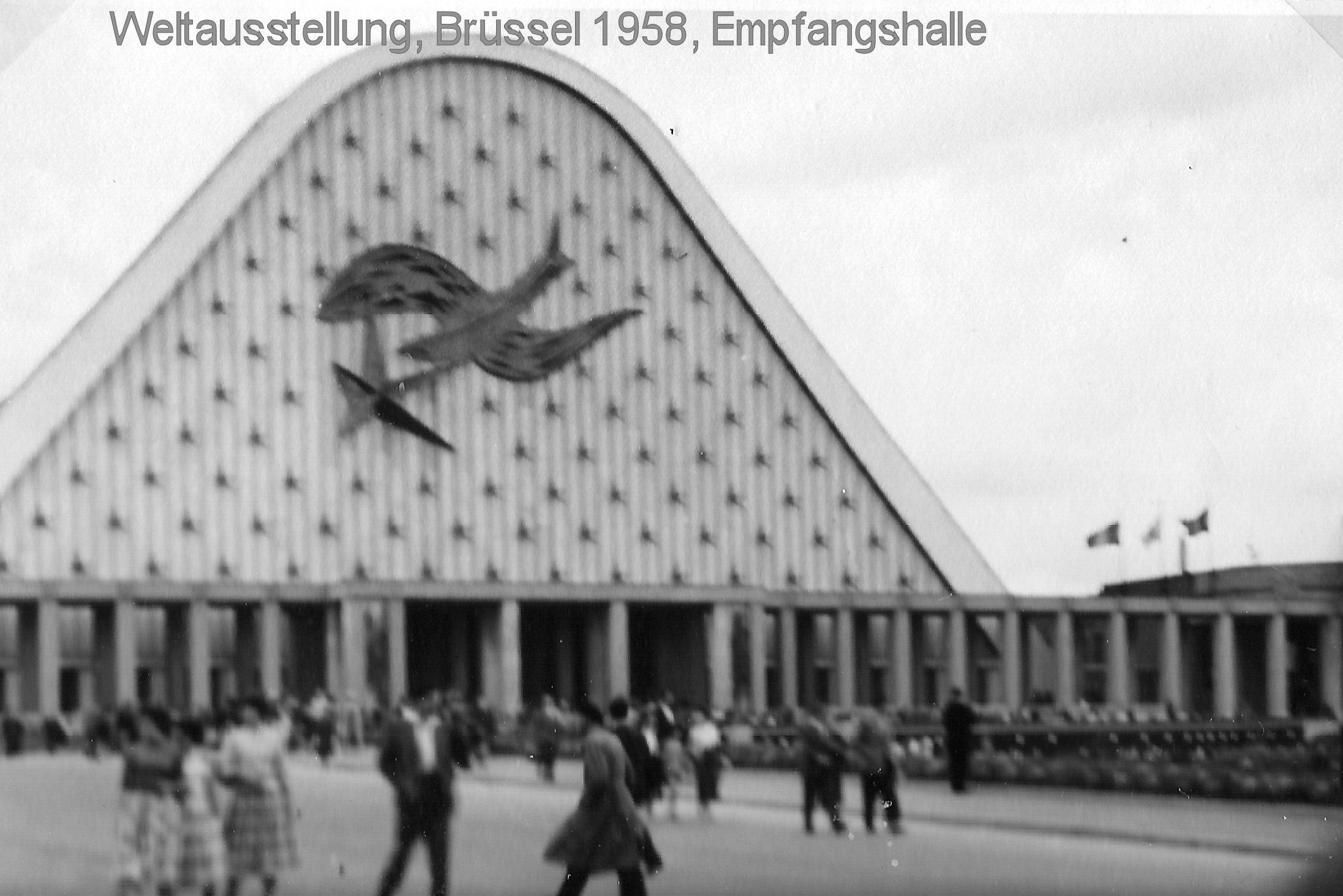
Expo 58 Brusel

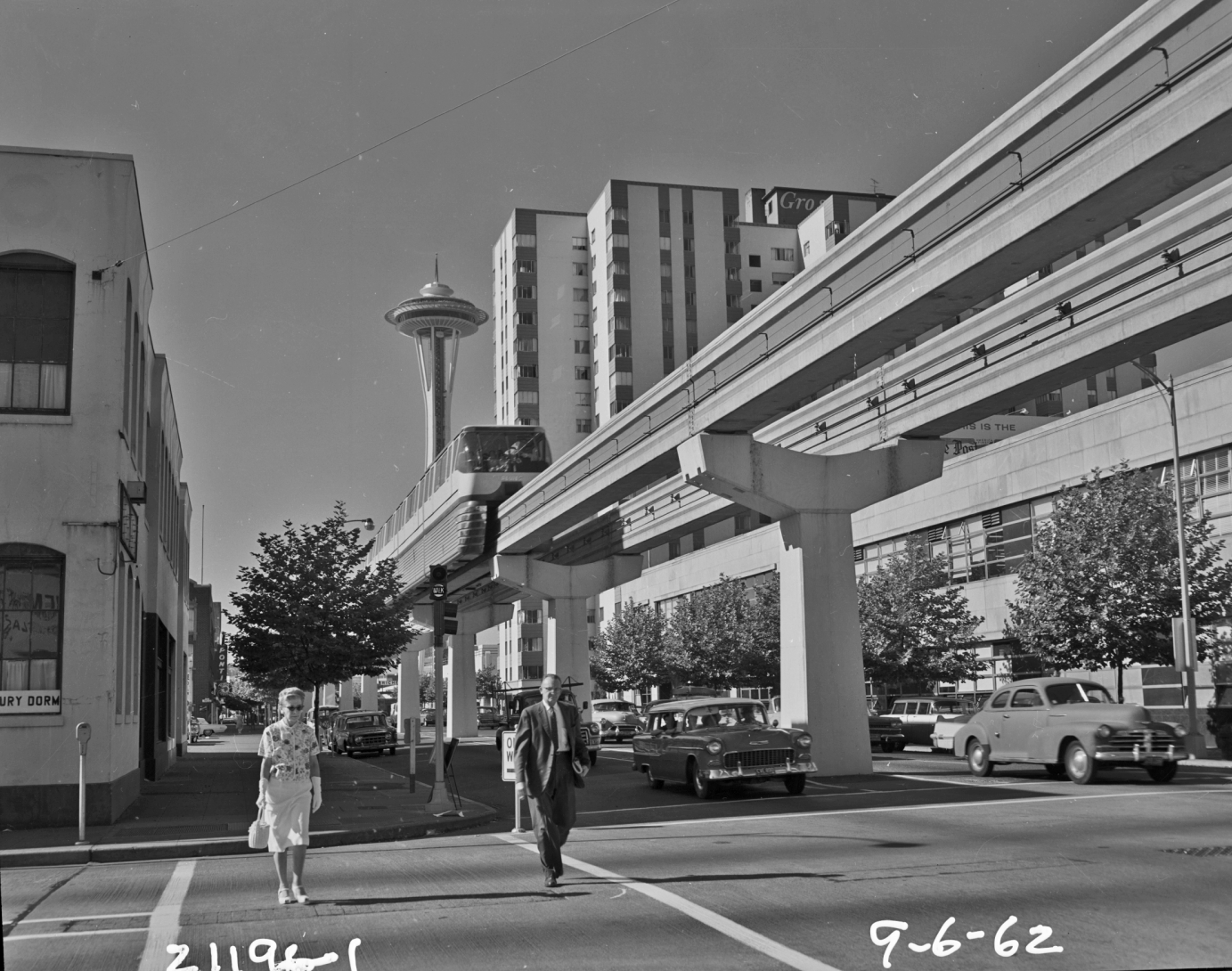
Historický snímek zobrazující monorail a věž Space Needle. Obojí postaveno pro světovou výstavu 1962 v Seattlu.

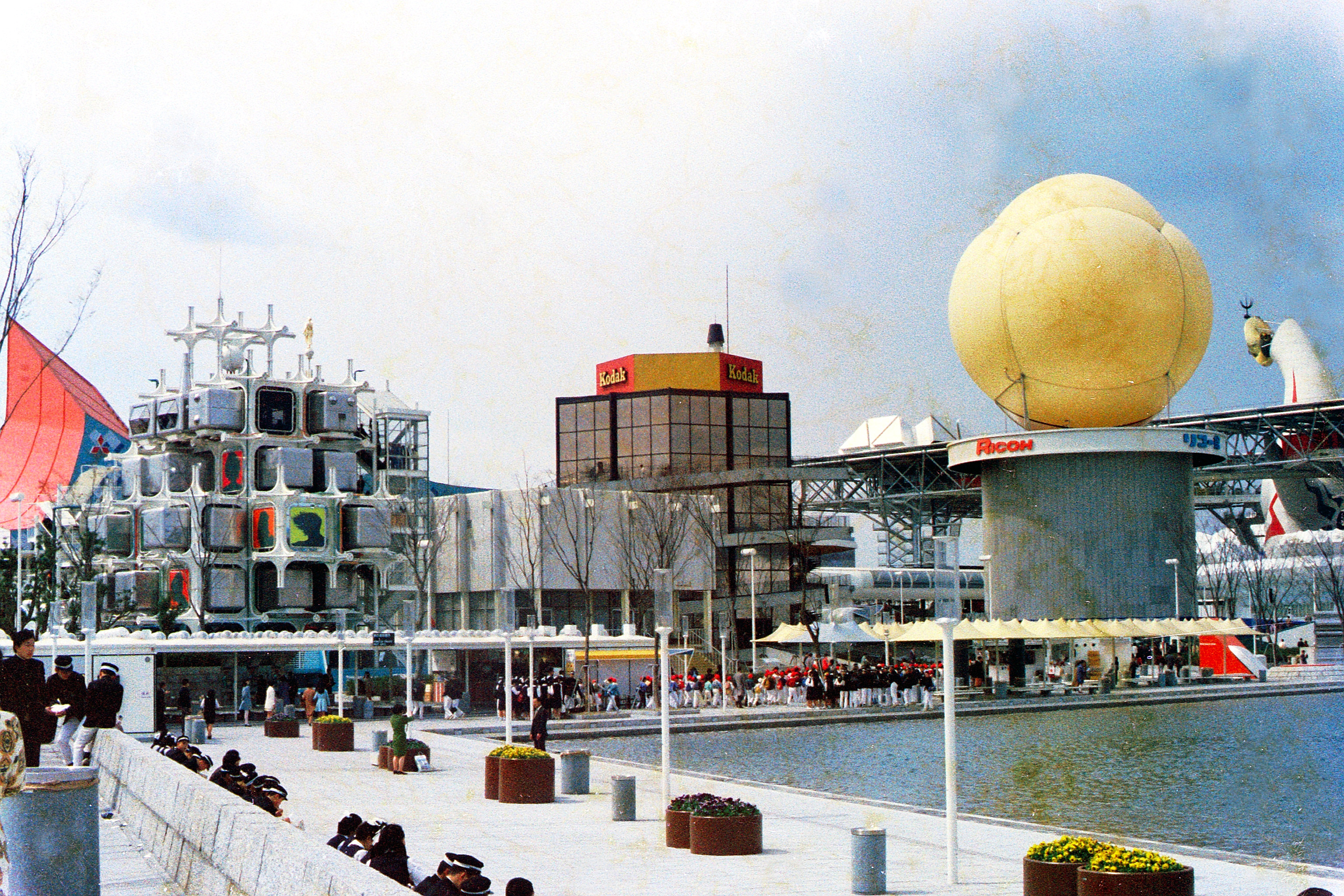
Expo'70 Ósaka

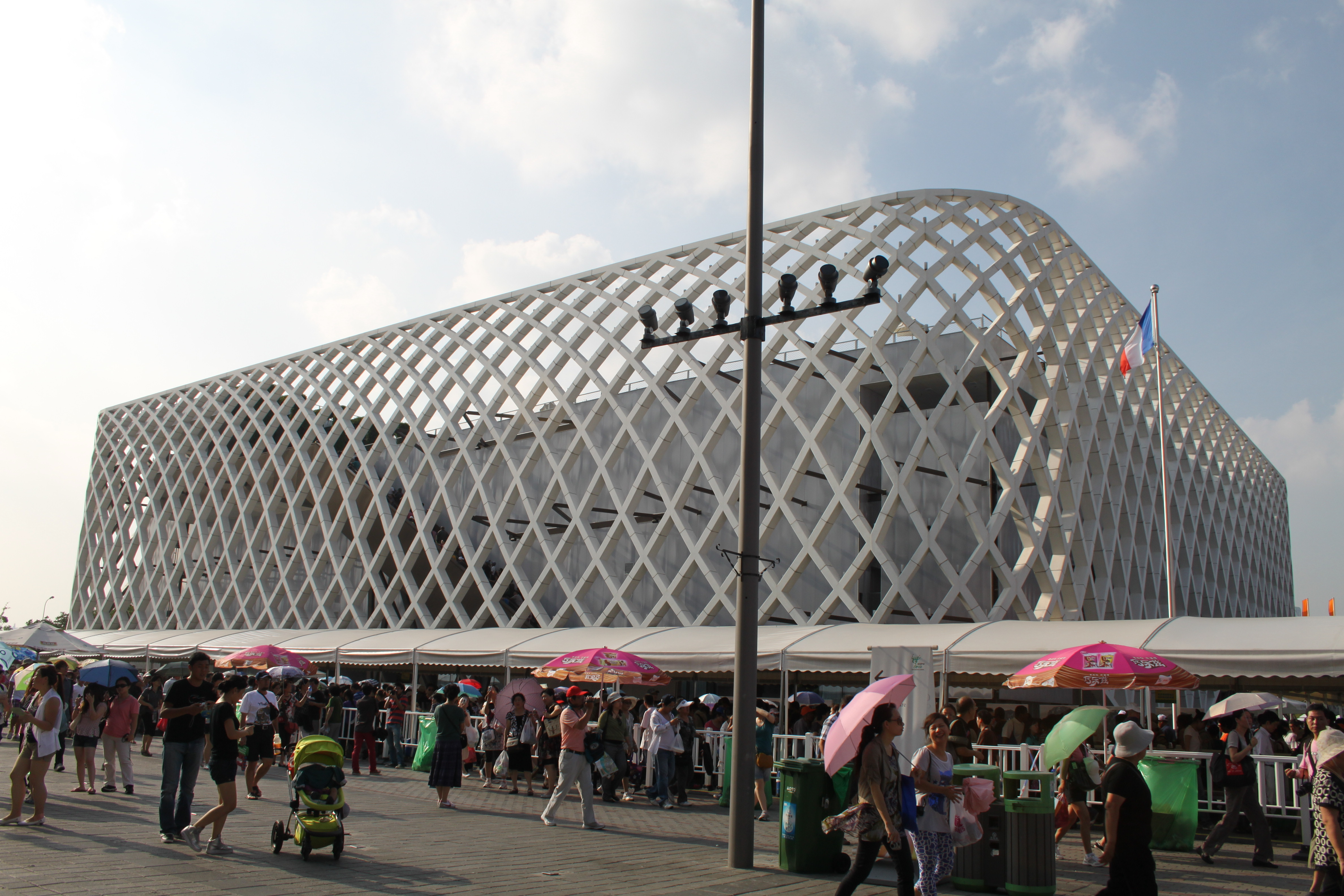
Francouzský pavilon na Expu 2010

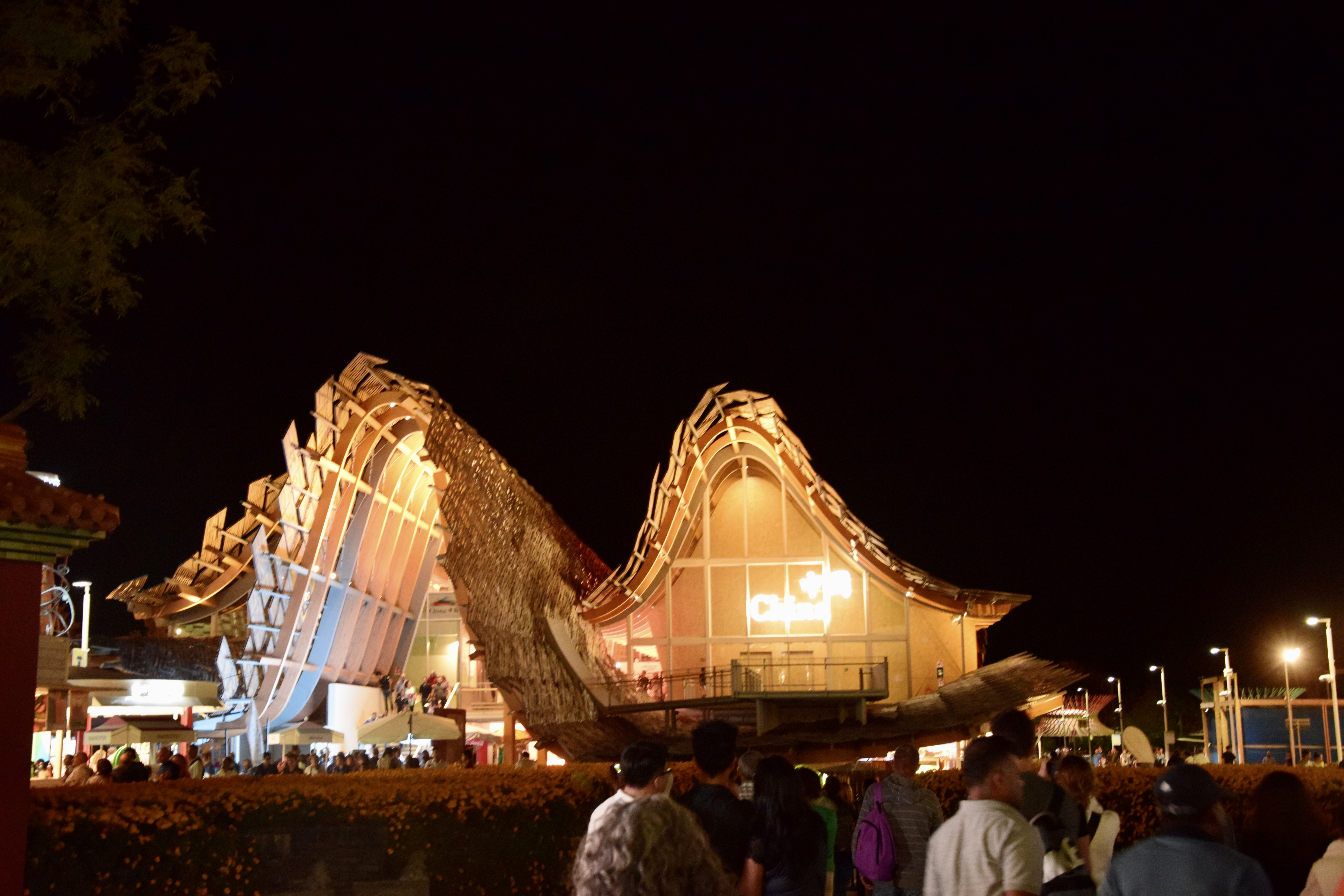
Expo 2015 Milán

### Světové výstavy

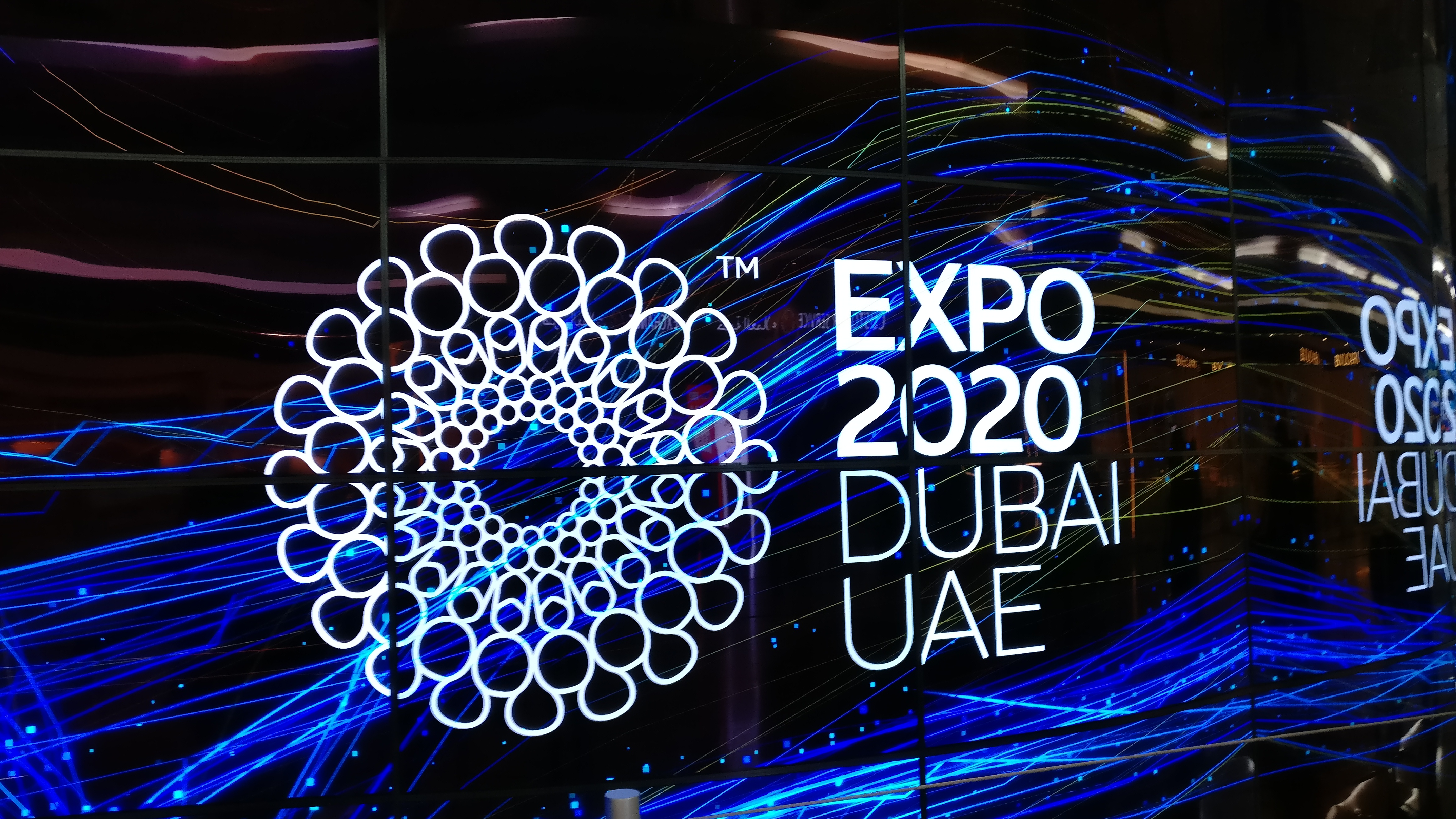
Logo Expa 2020

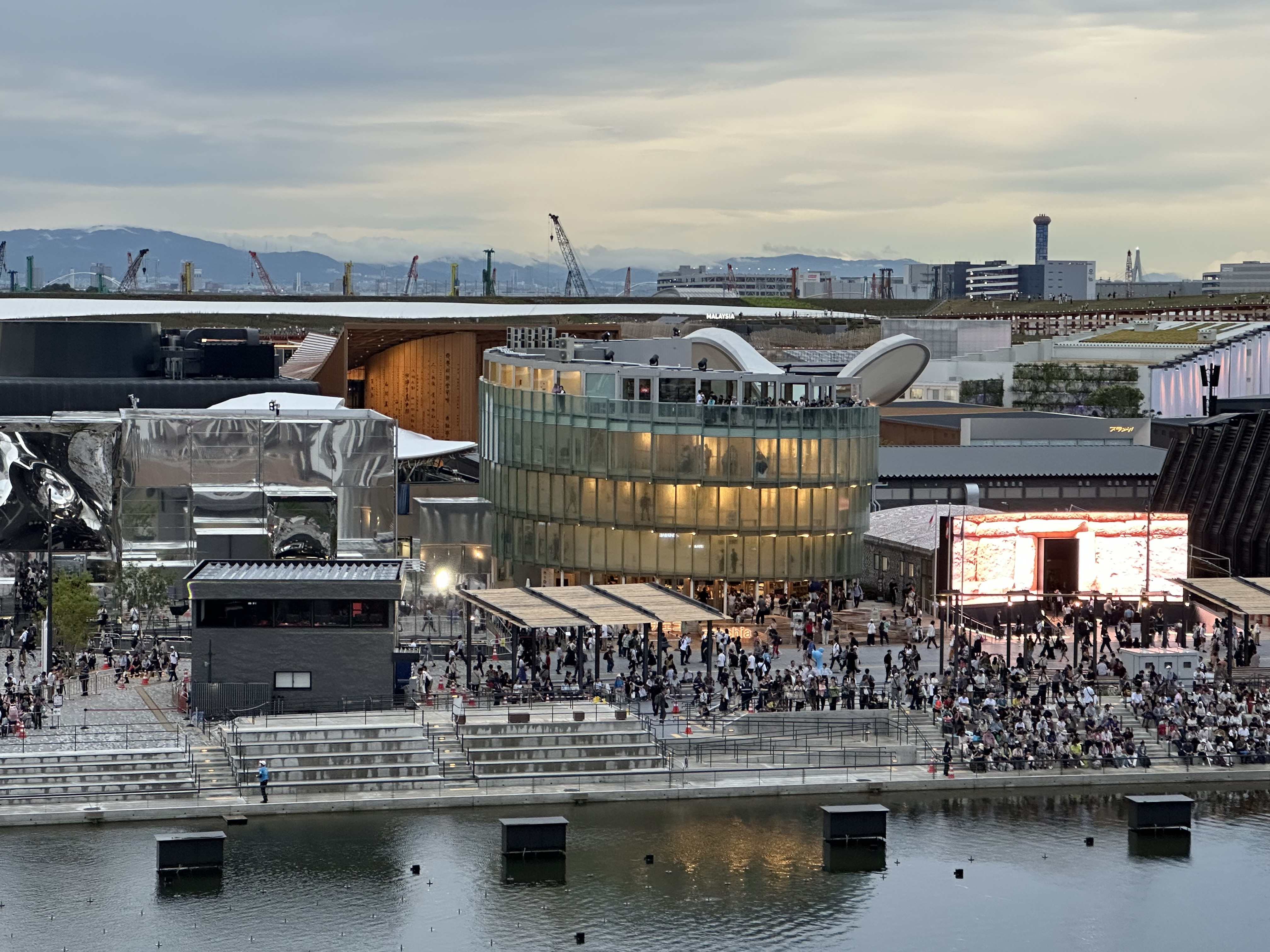
Český pavilon na Expo 2025 z výšky

| Rok  | Název                         | Místo konání            | Místo konání   | Datum                      | Téma                                                   |
| ---- | ----------------------------- | ----------------------- | -------------- | -------------------------- | ------------------------------------------------------ |
| 1935 | Světová výstava 1935          | Belgie                  | Brusel         | 27. 4. 1935 – 6. 11. 1935  | Transports                                             |
| 1937 | Světová výstava 1937          | Francie                 | Paříž          | 25. 5. 1937 – 25. 11. 1937 | Arts and Technology in modern life                     |
| 1939 | Světová výstava 1939          | Spojené státy americké  | New York       | 30. 4. 1939 – 27. 10. 1940 | Building The World of Tomorrow                         |
| 1949 | Světová výstava 1949          | Haiti                   | Port-au-Prince | 8. 12. 1949 – 8. 6. 1950   | The festival of Peace                                  |
| 1958 | Světová výstava 1958          | Belgie                  | Brusel         | 17. 4. – 19. 11. 1958      | A World View: A New Humanism                           |
| 1962 | Světová výstava 1962          | Spojené státy americké  | Seattle        | 21. 4. – 21. 10. 1962      | Man in the Space Age                                   |
| 1967 | Světová výstava 1967          | Kanada                  | Montreal       | 21. 4. – 17. 10. 1967      | Man and His World                                      |
| 1970 | Světová výstava 1970          | Japonsko                | Ósaka          | 15. 3. – 13. 9. 1970       | Progress and Harmony for Mankind                       |
| 1992 | Světová výstava 1992          | Španělsko               | Sevilla        | 20. 4. – 12. 10. 1992      | The era of discoveries                                 |
| 2000 | Expo 2000                     | Německo                 | Hannover       | 1. 6. – 31. 10. 2000       | Man, Nature, Technology                                |
| 2005 | Expo 2005                     | Japonsko                | Aiči           | 25. 3. – 25. 9. 2005       | Nature's Wisdom                                        |
| 2010 | Expo 2010                     | Čína                    | Šanghaj        | 1. 5. 2010 – 31. 10. 2010  | Better City, Better Life                               |
| 2015 | Expo 2015                     | Itálie                  | Milán          | 1. 5. 2015 – 31. 10. 2015  | Feeding the planet, energy for life                    |
| 2020 | Expo 2020                     | Spojené arabské emiráty | Dubaj          | 20. 10. 2020 – 10. 4. 2021 | Connecting Minds, Creating the Future                  |
| 2020 | Expo 2020                     | Spojené arabské emiráty | Dubaj          | 1. 10. 2021 – 31. 3. 2022  | Connecting Minds, Creating the Future                  |
| 2025 | Expo 2025                     | Japonsko                | Ósaka          | 3. 5. – 3. 11. 2025        | Designing Future Society for Our Lives                 |
| 2030 | Expo 2030                     | Saúdská Arábie          | Rijád          | 1. 10. 2030 – 31. 3. 2031  | The Era of Change: Together for a Foresighted Tomorrow |
| 2035 | Expo 2035 (zatím nepotvrzeno) |                         |                |                            |                                                        |

### Mezinárodní specializované výstavy
- 1936  Stockholm – Světová výstava 1936
- 1938  Helsinky – Světová výstava 1938
- 1939  Lutych – Světová výstava 1939
- 1947  Paříž – Světová výstava 1947
- 1949  Stockholm – Světová výstava 1949
- 1949  Lyon – Světová výstava 1949
- 1951  Lille – Světová výstava 1951
- 1953  Řím – Světová výstava 1953
- 1953  Jeruzalém – Světová výstava 1953
- 1954  Neapol – Světová výstava 1954
- 1955  Turín – Světová výstava 1955
- 1955  Helsingborg – Světová výstava 1955
- 1956  Bejt Dagan – Světová výstava 1956
- 1957  Berlín – Světová výstava 1957
- 1961  Turín – Světová výstava 1961
- 1965  Mnichov – Světová výstava 1965
- 1968  San Antonio – Světová výstava 1968
- 1971  Budapešť – Světová výstava 1971
- 1974  Spokane – Světová výstava 1974
- 1975  Okinawa – Světová výstava 1975
- 1981  Plovdiv – Světová výstava 1981
- 1982  Knoxville – Světová výstava 1982
- 1984  New Orleans – Světová výstava 1984
- 1985  Cukuba – Světová výstava 1985
- 1985  Plovdiv – Světová výstava 1985
- 1986  Vancouver – Světová výstava 1986
- 1988  Brisbane – Světová výstava 1987
- 1991  Plovdiv – Světová výstava 1991
- 1992  Janov – Specializovaná světová výstava 1992
- 1993  Tedžon – Světová výstava 1993
- 1998  Lisabon – Světová výstava 1998
- 2008  Zaragoza – Expo 2008
- 2012  Josu – Expo 2012
- 2017  Astana – Expo 2017
- 2023  Buenos Aires - Expo 2023
- 2027  Bělehrad – Expo 2027

## Účast Česka a Československa
Česká republika se poprvé zúčastnila světové výstavy na Expu 2000 v německém Hannoveru. Podruhé o pět let později poblíž japonské Nagoji na Expu 2005. V roce 2010 měla svůj největší pavilon v historii na Světové výstavě 2010 v Šanghaji, za celou dobu konání ho navštívilo 7,8 milionů lidí. 
Česko se účastnilo rovněž světové výstavy 2015 v Miláně, světové výstavy EXPO 2020 v Dubaji a světové výstavy EXPO 2025 v Ósace. Český pavilon byl nejvyšší stavbou v Japonsku s masivní dřevěnou konstrukcí.
Před vznikem samostatné České republiky se účastnilo světových výstav Československo. Poprvé byl český pavilon na výstavě k stému výročí brazilské nezávislosti v roce 1922 v Rio de Janeiro, tuto výstavu ovšem BIE neuvádí ve svém seznamu. V roce 1929 v Barceloně mělo Československo pouze vnitřní expozici, vlastní pavilon na výstavě pořádané BIE uvedlo poprvé v Chicagu v roce 1933. Poslední účast před rozdělením státu proběhla v roce 1992 ve španělské Seville. Velmi revoluční československé pavilony byly v roce 1937 v Paříži, v roce 1958 v Bruselu a v roce 1967 v Montréalu. Na Bruselském Expu 58 se představil projekt Laterny magiky.